# Abdérazak Hamad
Abdérazak Hamad, alžirski rokometaš, * 25. junij 1975.
Z alžirsko rokometno reprezentanco je sodeloval na svetovnem prvenstvu v rokometu leta 2011.